# البطولة الوطنية المجرية 1903
البطولة الوطنية المجرية 1903 (بالمجرية: 1903-as magyar labdarúgó-bajnokság)‏ هو الموسم 3 من  البطولة الوطنية المجرية. الذي يشرف على تنظيمه اتحاد المجر لكرة القدم، وكان عدد الأندية المشاركة فيه  8، وفاز فيه نادي فيرينتسفاروشي.